# Mrówka ognista (Solenopsis invicta)

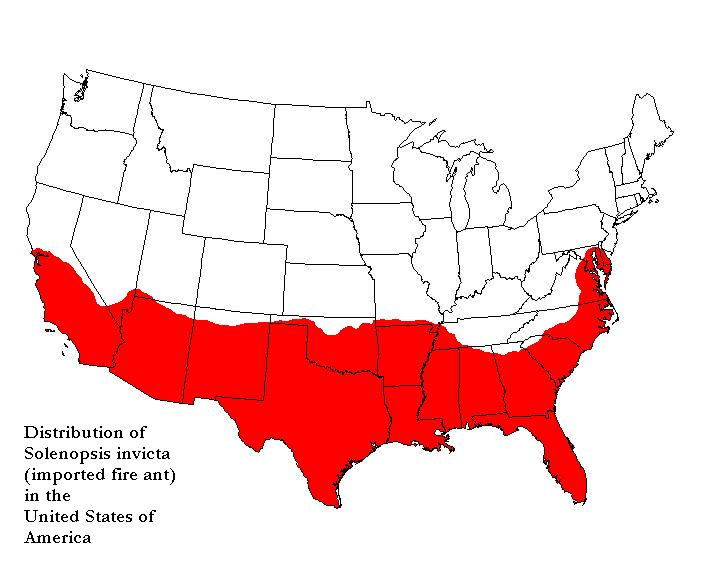
Zasięg występowania gatunku w Stanach Zjednoczonych

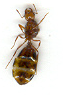
Królowa

Solenopsis invicta (nazywana mrówką ognistą lub ogniową) – gatunek mrówki z podrodziny Myrmicinae. Pierwotnie ograniczony jedynie do Ameryki Południowej, lecz został w latach 30. XX wieku zawleczony do Stanów Zjednoczonych, stając się gatunkiem inwazyjnym. Rozprzestrzenił się na teren Meksyku, Australii (2001), Tajwanu (2004), Chin (prowincja Guangdong) i Filipin (2005), tworząc tam populacje wyspowe. Populacja w Nowej Zelandii została wytępiona. Gatunek był także notowany w Antigui i Barbudzie, na Bahamach, Brytyjskich Wyspach Dziewiczych, Wyspach Dziewiczych Stanów Zjednoczonych, Kajmanach, w Hongkongu, Malezji, Singapurze, Trynidadzie i Tobago oraz na Turks i Caicos.
Użądlenie tej mrówki jest bolesne (1.2 w skali bólu Schmidta). Ból podobny do oparzenia – stąd jej nazwa zwyczajowa. Tam, gdzie się pojawia, powoduje zmiany w populacjach (np. jaszczurek żywiących się mrówkami, które przez mrówkę ogniową zostają wyparte), zmniejszając bioróżnorodność poprzez konkurowanie w zdobywaniu pożywienia i zabijanie. Mogą atakować i zabijać żaby, jaszczurki i małe ssaki. Zawleczona na teren Stanów Zjednoczonych i Meksyku wyewoluowała w poliginiczną i polikaliczną populację, co spowodowało dominację tego gatunku na wielu terenach i likwidację wszelkiej konkurencji.